# 埃爾坦博縣
埃爾坦博縣（西班牙語：Cantón El Tambo），是厄瓜多爾的縣份，位於該國中南部，由卡尼亞爾省負責管轄，面積65平方公里，海拔高度2,983米，2001年普查人口總數為8,251人，人口密度每平方公里126.94人。